# Volksbund für die Unabhängigkeit der Schweiz
Der Volksbund für die Unabhängigkeit der Schweiz war eine konservative, rechtsbürgerliche politische Partei der Schweiz, die sich für die «integrale Neutralität» der Schweiz einsetzte.

## Geschichte
Am 12. Februar 1921 wurde der Volksbund für die Unabhängigkeit der Schweiz gegründet. Er ging aus dem Komitee gegen den Beitritt zum Völkerbund hervor.
Mitglieder waren unter anderen Hektor Ammann, Gustav Däniker, Eduard Blocher und Hans Oehler.
Verschiedene wichtige Mitglieder des Volksbunds für die Unabhängigkeit der Schweiz standen der Frontenbewegung nahe bzw. engagierten sich in frontistischen Gruppierungen.
1940 unterzeichneten einige Mitglieder die Eingabe der Zweihundert.
Nach 1945 wurde dem Volksbund für die Unabhängigkeit der Schweiz der Vorwurf gemacht, er habe sich für den Anschluss der Schweiz an das nationalsozialistische Deutsche Reich eingesetzt, und er verschwand aus der Öffentlichkeit.
In den späten 1950er Jahren lösten sich die letzten Sektionen auf.

## Politische Ausrichtung
Der Volksbund für die Unabhängigkeit der Schweiz war rechtsbürgerlich und germanophil.